# Hipeu
Hipeu (en llatí Hippeus, en grec antic Ἱππεύς) fou un pintor grec que va treballar a Atenes.
Segons Polemó hi havia a Atenes una pintura seva que representava el casament de Pirítous amb Hipodamia, descripció que recull Ateneu de Naucratis. Ateneu afegeix que es caracteritzava pels seus efectes de llum i d'ombra.